# 邱宇辰
邱宇辰（クリス・チウ、Chris Chiu、1990年10月10日 - ）は台湾の俳優、歌手。

## プロフィール
- 本名：邱翊橙[1]
- 身長：178cm
- 体重：55kg
- 血液型：A型
- 星座：天秤座
- 愛称：毛弟（モーディー）

## 来歴
2008年、映画『九月に降る風』で スクリーンデビュー。東京国際映画祭、日本公開時プロモーションで来日。
2008年、「棒棒堂 Lollipop」の弟分ユニット「超克7 Choc7」で活動。
2010年よりソロで俳優・歌手としても活動。
2011年、廖俊傑（ブライアン・リャオ）と実兄の邱勝翊（プリンス・チウ）の3人で「JPM」を結成。
2017年7月31日、百鴻揚娯楽事業有限公司に移籍とともに本名の邱翊橙から、邱宇辰（クリス・チウ）に改名を発表。
2024年10月4日、5年ぶりとなるバースデーイベント「邱宇辰2024 「宇宙星辰 FLY To Sky music party」 生日音樂會」を台北市三創生活園区にあるCLAPPER STUDIOで開催。

## 出演作品

### ドラマ
- 死神少女（2010年）- 阿龐 役
- マジで君に恋してる（2012年）- 毛弟（モーディー） 役
- 摩鐵路之城（2014年）- 呉季倫 役
- High 5 制霸青春（2016年）- 周佳峰 役
- 你有念大學嗎？（2019年）- 梁子傑 役
- 我是顧家男（2019年）- 徐克 役
- 一起幹大事（2019年）- 林偉 役
- 我和我的鋼四壁（2022年）- 胡里安 役
- 關於未知的我們（2024年）- 魏謙 役
- 我的意外室友（2024年）- 阿偉 役

### 映画
- 九月に降る風（2008年）- 謝志昇（チーション） 役
- 愛到底 第六號瀏海（2009年）- 孝順男（第三號瀏海） 役
- マイ・エッグ・ボーイ（2016年）- 精子 役
- 畢業旅行笑翻天（2018年）- 旅遊團員 役
- 鬥魚（2018年）- 阿豹 役

### バラエティ番組
- 2020年 全明星運動會[2]
- 2023年 哈囉！毛小孩[4]

### 司会
- 2017年〜2020年 娯楽百分百[2][5]
- 2023年 MUSIC MAKER音樂主理人[6]

## 音楽作品

### シングル
- CANDY 2025年1月21日 日本未発売